# Główne Miasto (Szydłowiec)
Główne Miasto (dawn. Miasto Katolickie, pot. Rynek) – formalnie niewyodrębniona część miasta Szydłowca, obejmująca historyczny zespół śródmiejski. Obejmuje obszar w kwartale ulic: Kąpielowa – 1 Maja – Kościuszki – Folwarczna, oparty o koryto strugi Korzeniówki (Korzeń). Pełni funkcje administracyjne, reprezentacyjne, handlowo-usługowe, turystyczne i mieszkalne.
Obszar graniczy od północy ze Skałką, od wschodu z Zapłotkami i os. Kolejowa, od południa z Podgórzem, a od zachodu ze Starą Wsią.

## Historia
W drugiej połowie XIV w., główna osada Szydłowca, dawna wieś służebna, przeludniła się. Dlatego w owym czasie wybudowano osadę targową, nadając jej nazwę Szydłowiec, zaś dawne osiedle otrzymało miano Starego Szydłowca (później Starej Wsi). Przy południowej pierzei placu targowego nowej osady (późniejszego rynku) powstawały spontanicznie zabudowania. Zapewne już pod koniec stulecia na jej tyłach wybudowano drewniany kościół św. Zygmunta. Najwcześniejsza wzmianka o kościele pochodzi z 1 stycznia 1401, gdzie został on wymieniony jako siedziba parafii, otrzymującej odpowiednie uposażenie majątkowe od właścicieli wsi. 8 lutego 1427 Szydłowiec został lokowany w obrębie dotychczasowej osady targowej jako miasto na prawie średzkim. Zostało ono zmienione w 1470 poprzez nadanie prawa magdeburskiego. W 1493–1509 przebudowywano kościół, który otrzymał kamienną gotycką bryłę. W 1508 miasto otrzymało prawo do jarmarku piątkowego i kontroli wag handlowych. Mogła wtedy powstać waga miejska pod drewnianą konstrukcją budynku, który nie zachował się do naszych czasów. W 1512 Szydłowiec otrzymał prawo do jarmarku na odpust parafialny, wobec czego wytyczono Rynek Plebański (dziś. ul. Kielecka) w obrębie Plebańskiego Przedmieścia (rej. dzis. ul. Kościuszki na długości ul. Chopina). W 1527 powstała tam szkoła elementarna (ul. Kościuszki 165). Kolejny przywilej na organizowanie jarmarków i odpustów parafialnych (1550) pozwoliły na poszerzenie zabudowy Plebańskiego Przedmieścia.
Także w 1512 Mikołaj Szydłowiecki uzyskał dla miasta prawo monopolu składu żelaza lewobrzeżnej części województwa sandomierskiego. Pozwoliło to na lokację kolejnej osady z własnym rynkiem w północnej części miasta – Składowa (rej. dziś. pl. Wolności). Przed 1529 nastąpiła rozbudowa miasta pomiędzy jego dzielnicami. Powstaje Skałka z własnym placem targowym (dziś. pl. Konopnickiej). Od tej pory w księgach radzieckich pojawiają się konsekwentnie nazwy Główne Miasto Szydłowiec z Rynkiem Wielkim oraz Skałka z Rynkiem Skałecznym i Składów z Rynkiem Składowym lub Słomianym.
W 1602–1629 na płycie Rynku Wielkiego powstaje ratusz, którego budowę sfinansowali mieszczanie z zebranej na ten cel składki dobrowolnej a celowej. Rozwój handlu i rzemiosła, zwłaszcza żelaznego oraz związanego z wydobyciem i obróbką piaskowca, doprowadził do znacznego wzrostu zamożności mieszkańców Szydłowca. Najbogatsi patrycjusze w XVII w. wystawiali murowane z kamienia kamienice z bogato zdobionymi podcieniami, attykami i przyczółkami (m.in. Kamienica Brzeskich, nie zachowała się do naszych czasów, dziś. ul. Kilińskiego 15). Liczne klęski elementarne (epidemie, pożary, szybkie ubożenie z racji na trwające wojny), pojawiające się w 1648–1702, doprowadziły do stopniowej ruiny wielu zabudowań.
W 1819 Anna Jadwiga Sapieżyna ufundowała świecką szkołę elementarną. Budynek szkoły zlokalizowano w zachodniej pierzei Rynku Wielkiego (5).
W 1920 urządzono skwer w południowej pierzei Rynku Wielkiego (ówcześnie pl. Konstytucji 3 Maja), na którym w następnym roku postawiono pomnik Tadeusza Kościuszki (odsłonięty w 1923 r.). W 1929–1933 staraniem Towarzystwa „Dom Parafialny” w Szydłowcu, wybudowano Instytut Kultury Katolickiej (ul. Zakościelna 13).
W 2008 założono skwer na dawnym Rynku Plebańskim, u zbiegu ul. Kieleckiej i Zakościelnej.

## Zabytki
- zespół kościelny: kościół z XV w., dzwonnica z XVIII w., płot z XIX w.
- ratusz z XVII w.
- pręgierz z XVI w.
- pręgierz z XVIII w., tzw. „Zośka”.
- „Dom pod Dębem” z XIX w.
- pomnik Tadeusza Kościuszki z 1923.

## Infrastruktura
W obszarze Głównego Miasta znajdują się urzędy i instytucje usług publicznych, m.in.:
- Miejska Informacja Turystyczna – pl. Rynek Wielki 5A,
- Urząd Miejski – pl. Rynek Wielki 1,
- Straż Miejska – ul. Kilińskiego 10,
- Miejski Ośrodek Pomocy Społecznej – ul. Kilińskiego 2,
- Publiczna Szkoła Podstawowa z Oddziałami Integracyjnymi im. Jana III Sobieskiego – ul. Folwarczna 4,
- Przedszkole Katolickie – ul. Zakościelna 13,
- urząd pocztowy Poczty Polskiej – ul. Kościuszki 181,
- oddział rejonowy Orange Polska – ul. Radomska 7,
- oddział Alior Bank – ul. Kilińskiego 3,
- oddział Banku Spółdzielczego w Iłży – pl. Rynek Wielki 7,
- Cech Rzemiosł Różnych – ul. 1 Maja 5,
- kościół św. Zygmunta – ul. Kamienna 3,
- dom parafialny – ul. Zakościelna 13,
- dom zakonny ss. Michalitek – ul. Folwarczna 6.

## Ulice i place
- 1 Maja (dawn. Graniczna),
- Folwarczna,
- Kamienna (dawn. Kościelna),
- Kąpielowa (dawn. Podzamecka – Józefa Piłsudskiego),
- Kielecka (dawn. Rynek Plebański),
- Kilińskiego, Jana (dawn. Pustka Katolicka – Brudna/Zgniła),
- Kościuszki, Tadeusza: od skrzyżowania z ul. Folwarczną do skrzyżowania z ul. 1 Maja (dawn. Główna od południa do skrzyżowania z ul. Iłżecką, Kielecką i Zakościelną; dalej Kościuszkowska),
- Kręta (dawn. Zapłotki),
- Radomska: do skrzyżowania z ul. 1 Maja (dawn. Długa),
- pl. Rynek Wielki (dawn. Rynek Katolicki – pl. Konstytucji 3 Maja – pl. Karola Świerczewskiego),
- Rzeczna,
- Zakościelna (dawn. Zatylna/Tylna),
- Źródlana.